# Sandracottus angulifer
Sandracottus angulifer là một loài bọ cánh cứng trong họ Bọ nước. Loài này được Heller miêu tả khoa học năm 1934.